# Devanāgarī

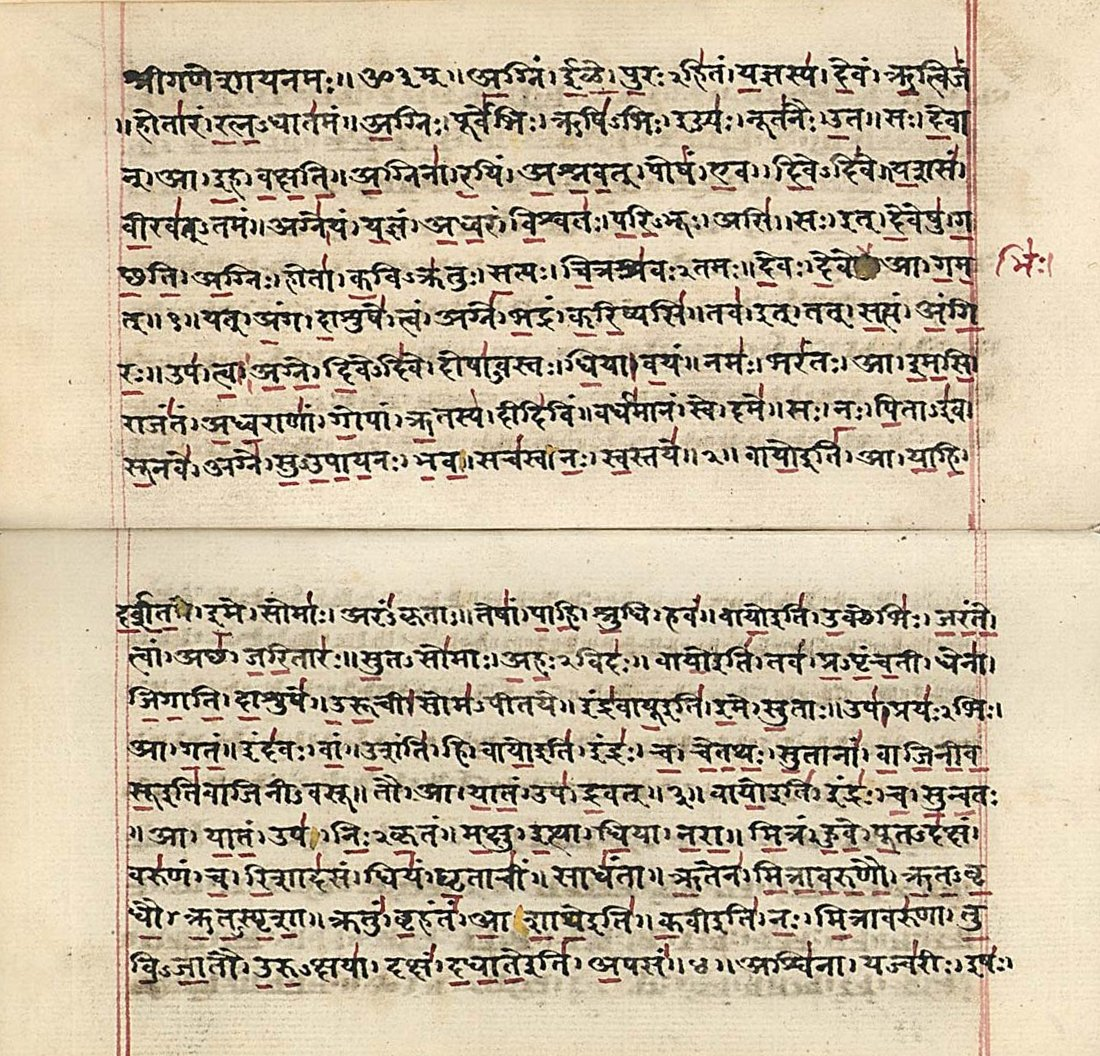
Rigveda-manuskript från tidigt 1800-tal skrivet med devanāgarī

Devanāgarī (sanskrit देवनागरी devənāgarī), eller nāgarī, är den skriftspråk som används för att skriva Indiens klassiska språk sanskrit samt för hindi och flera andra moderna indoariska språk som talas i nordvästra Indien.
Skriften klassificeras som ett stavelsealfabet, av brahmifamiljen. Det har använts från 1100-talet.

## Tecken
Transkriptionen i denna artikel följer ISO 15919. Uttalet (angivet med IPA-skrift) följer klassisk sanskrit; uttalet i moderna indiska språk kan variera. I tabellen över konsonanter skrivs den medföljande vokalen inte ut. För att markera avsaknad av vokal används annars en halant/virama (se tabellen med specialtecken nedan).

### Vokaler
| Fristående | Med प (p) | ISO | IPA  | Fristående | Med प (p) | ISO | IPA  |
| ---------- | --------- | --- | ---- | ---------- | --------- | --- | ---- |
| अ          | प         | a   | [ə]  | आ          | पा         | ā   | [ɑː] |
| इ          | पि         | i   | [i]  | ई          | पी         | ī   | [i:] |
| उ          | पु         | u   | [u]  | ऊ          | पू         | ū   | [u:] |
| ऋ          | पृ         | r̥   | [ɻ̣]  | ॠ          | पॄ         | r̥̄   | [ɻ̣:] |
| ऌ          | पॢ         | l̥   | [ɭ̣]  | ॡ          | पॣ         | l̥̄   | [ɭ̣:] |
| ए          | पे         | ē   | [e:] | ऐ          | पै         | ai  | [əi] |
| ओ          | पो         | ō   | [o:] | औ          | पौ         | au  | [əu] |

### Konsonanter
| Tecken | ISO | IPA | Tecken | ISO | IPA  | Tecken | ISO | IPA | Tecken | ISO | IPA  | Tecken | ISO | IPA |
| ------ | --- | --- | ------ | --- | ---- | ------ | --- | --- | ------ | --- | ---- | ------ | --- | --- |
| क      | k   | [k] | ख      | kh  | [kʰ] | ग      | g   | [g] | घ      | gh  | [gʱ] | ङ      | ṅ   | [ŋ] |
| च      | c   | [c] | छ      | ch  | [cʰ] | ज      | j   | [ɟ] | झ      | jh  | [ɟʱ] | ञ      | ñ   | [ɲ] |
| ट      | ṭ   | [ʈ] | ठ      | ṭh  | [ʈʰ] | ड      | ḍ   | [ɖ] | ढ      | ḍh  | [ɖʱ] | ण      | ṇ   | [ɳ] |
| त      | t   | [t] | थ      | th  | [tʰ] | द      | d   | [d] | ध      | dh  | [dʱ] | न      | n   | [n] |
| प      | p   | [p] | फ      | ph  | [pʰ] | ब      | b   | [b] | भ      | bh  | [bʱ] | म      | m   | [m] |
| य      | y   | [j] | र      | r   | [r]  | ल      | l   | [l] | व      | v   | [ʋ]  | ळ      | ḷ   | [ɭ] |
| श      | ś   | [ɕ] | ष      | ṣ   | [ʂ]  | स      | s   | [s] |        |     |      | ह      | h   | [ɦ] |

### Specialtecken
| Med प (p) | Namn i Unicode | Funktion                                                 | ISO | IPA          |
| --------- | -------------- | -------------------------------------------------------- | --- | ------------ |
| प्         | virama         | Även halant; markerar att vokal utgår.                   | p   | [p]          |
| पँ         | candrabindu    | Gör vokalen nasal                                        | pam̐ | [pə̃]         |
| पं         | anusvara       | Gör vokalen nasal                                        | paṁ | [pə̃], [pəŋ]  |
| पः         | visarga        | Markerar utandning efter vokalen                         | paḥ | [pəh], [pəə̥] |
| प़         | nukta          | Markerar uttal lånat från persiska (ex.: ph + nukta = f) |     |              |
| पऽ        | avagraha       | Förlänger vokalen.                                       | pa' | [pə:]        |

### Bokstäver som bara används i lånord
| Tecken | ISO | IPA  | Beskrivning                            |
| ------ | --- | ---- | -------------------------------------- |
| क़      | q   | [q]  | Bakre k-ljud, som i arabiskans Qur'an. |
| ख़      | ḵẖ  | [x]  | Som tyskt ach-ljud.                    |
| ग़      | ġ   | [ɣ]  | Tonande velar frikativa.               |
| ज़      | z   | [z]  | Tonande s-ljud.                        |
| य़      | ẏ   | [ʒ]  | Tonande sje-ljud.                      |
| ड़      | ṛ   | [ɽ]  | Oaspirerad retroflex flapp.            |
| ढ़      | ṛh  | [ɽʱ] | Aspirerad retroflex flapp.             |
| फ़      | f   | [f]  | F-ljud.                                |

### Siffror
| ० | १ | २ | ३ | ४ | ५ | ६ | ७ | ८ | ९ |
| 0 | 1 | 2 | 3 | 4 | 5 | 6 | 7 | 8 | 9 |

## Ursprung
Devanāgarī uppstod kring 1200 e.Kr. som en vidareutveckling av siddham-skriften och ersatte efter hand sharada-skriften. Bägge två stammar direkt ur gupta-skriften, som i sin tur kommer ur brahmi-skriften som är belagd från 200-talet f.Kr. Nagari uppstod kring 700-talet som en östlig variant av guptaskrift, samtida med sharada som var den västliga. Det har funnits olika varianter av detta nāgarī-alfabet; devanāgarī är en av dessa. Devanāgarī har brett ut sig snabbt på senare tid; det tycks ha att göra med att under kolonialtiden nästan enbart denna skrift användes när man publicerade texter på sanskrit, till vilket man tidigare hade använt nästan alla inhemska skriftsystem. Därmed har det uppstod en så tät förbindelse mellan alfabetet och sanskrit att devanāgarī idag ofta, fast felaktigt, betraktas som ”sanskritalfabetet”.

## Etymologi
Sanskritordet nāgarī är femininformen av nāgara (urban), en adjektivform av nagara (stad); femininformen används därför att ordet från början hängde samman med det feminina substantivet lipi (skrift) – ”urban skrift”, det vill säga ”de bildades skrift”). Det fanns flera varianter, en av dem kallades devanāgarī där deva betyder gud, alltså ”de bildades gudomliga skrift”.

## Principer
Devanāgarīskriften kan kallas en abugidaskrift eftersom varje konsonanttecken i sin grundform ska läsas som konsonanten följt av ett kort a-ljud. Med hjälp av diakritiska tecken kan man byta ut det korta a:et mot andra vokaler, eller i ord som slutar på konsonant ta bort det helt. Följaktligen används vokaltecknen bara i ord som börjar på vokal. Devanāgarī skrivs från vänster till höger. På sanskrit skrev man oftast samman orden utan mellanrum, så att de vågräta strecken upptill i bokstäverna gick samman – mellanrum angav snarast andningspaus. På de moderna språken skriver man mellanrum mellan orden.

## Translitterering

### System med diakritiska tecken
IAST (International Alphabet of Sanskrit Transliteration) är ett system för entydig translitterering av indiska skriftspråk. IAST är det populäraste och vanligaste systemet för translitterering av sanskrit och pali till latinska bokstäver. Det används ofta i tryckta medier och tack vare Unicode också i allt högre grad för elektroniska texter men har aldrig antagits formellt.
ISO 15919 är en internationell standard för translitterering av devanāgarī och andra indiska skriftspråk till det latinska alfabetet. Den godkändes 2001 av ett nätverk av standardiseringsinstitutioner i 157 länder. Standarden bygger till viss del på IAST.
ALA-LC är en uppsättning standarder för translitterering av andra skriftspråk till det latinska alfabetet som antagits av American Library Association och USA:s kongressbibliotek.

### System baserade på ASCII
Harvard-Kyoto är ett system för translitterering av devanāgarī. Det använder sig av en blandning av små och stora bokstäver. Detta gör det lättare att skriva på ett vanligt tangentbord men å andra sidan svårare att läsa.
ITRANS är ett system för translitterering av indiska skriftspråk, i synnerhet devanāgarī, till ASCII-tecken. Det är också namnet på ett programpaket som konverterar ASCII-texter till TeX, PostScript eller Unicode.